# My Generation (film 2000)
My Generation è un film documentario del 2000 diretto da Barbara Kopple.

## Il documentario
Nel film, la regista mette a confronto il celebre festival di Woodstock, tenutosi dal 15 al 18 agosto del 1969 all'apice della controcultura, coi suoi "revival" del 1994 e 1999, cercando di analizzare come sia cambiata in trent'anni l'organizzazione di simili eventi nonché la composizione dei suoi spettatori con l'avvento di consumismo e globalizzazione, e dove invece risiedano linee di continuità, per lei positive, tra l'esperienza del 1969 e il 1994–99.
Il film è composto da interviste agli organizzatori, materiale d'archivio (per quanto riguarda l'edizione del 1969) e riprese di Kopple e la sua troupe (soprattutto per l'edizione del 1994, per cui Kopple era stata assunta dalla PolyGram per filmare le esibizioni musicali, con l'intenzione di realizzarvi inizialmente un semplice speciale commemorativo) fatte sul posto.

## Distribuzione
Il film è stato presentato in anteprima il 31 gennaio 2000 al Sundance Film Festival, in una versione ancora incompleta. Ha avuto poi un'anteprima ufficiale il 7 settembre 2000 alla 57ª Mostra internazionale d'arte cinematografica di Venezia, nella sezione Cinema del presente, venendo infine distribuito nelle sale cinematografiche italiane dalla Mikado Film il 21 giugno 2001.

## Riconoscimenti
- 2000 – Philadelphia Film Festival
  - Miglior documentario